# Dům č. 34 v ulici Jacka Malczewskiego ve Štětíně
Dům v ulici Malczewskiego 34 (v době výstavby Birkenallee 34) je čtyřpatrový eklektický nájemní dům (polsky kamienica) v centru polského města Štětín. Jedná se o jediný zachovaný předválečný dům ve čtvrti ulic Jana Matejki, Jacka Malczewskiego, Józefa Piłsudskiego a aleje Wyzwolenia. Je také jednou z mála dochovaných předválečných budov v této části města. Budova je chráněna jako kulturní památka (č. A-170 z 24. července 2004).

## Popis
Fasáda do ulice Malczewskiego má sedm os. Výzdobu domu tvoří na úrovni suterénu a prvního patra bosáž. Nad okny podkroví je fasáda zakončena konzolovou římsou. Na čtvrté a páté ose jsou umístěné rizality, které v prvním patře nesou balkóny s balustrovým zábradlím. Ve druhém a třetím patře jsou další balkóny ve stejné části fasády.

## Historie
Během druhé světové války byly zničeny všechny budovy ulice Malczewskiego v úseku ulice Matejki – alej Wyzwolenia, s výjimkou nájemního domu č. 34 spolu se zadními křídly. Do roku 2016 byl dům ve vlastnictví města.
Na průčelí přízemí činžovního domu bylo jedno z posledních dvou předválečných zařízení, které se používalo k volání hasičského sboru.